# Kenny Cresswell
Kenneth Grant Cresswell (Invercargill, 1958. június 4. – ) új-zélandi válogatott labdarúgó. 

## Pályafutása

### Klubcsapatban
1976 és 1980 között a Nelson United játékosa volt. 1981 és 1988 között a Gisborne City csapatában játszott, melynek tagjaként 1984-ben megnyerte az új-zélandi bajnokságot. 

### A válogatottban
1978 és 1987 között 33 alkalommal szerepelt az új-zélandi válogatottban és 2 gólt szerzett. 1978. október 1-jén egy Szingapúr elleni 2–0-ás győzelemmel végződő mérkőzésen mutatkozott be. Részt vett az 1982-es világbajnokságon, ahol a Skócia, a Szovjetunió és a Brazília elleni csoportmérkőzésen is kezdőként lépett pályára.

## Sikerei, díjai
Gisborne City
- Új-zélandi bajnok (1): 1984